# Ludwig Demarmels
Ludwig Demarmels (* 4. September 1917 in Stürvis; † 18. Juli 1992 in Romanshorn) war ein Schweizer Skisportler und Kunstmaler.

## Werdegang

### Sportliche Laufbahn
Demarmels bestritt zwischen 1940 und 1946 die nordischen Skisportarten auf nationaler wie auch auf internationaler Ebene und zeigte sich vor allem im Skispringen erfolgreich. Bei den Schweizer Skimeisterschaften 1940 in Gstaad und 1946 in Davos wurde er Schweizer Meister im Skisprung-Einzel.
1941 gehörte er zum schweizerischen Aufgebot für die nachträglich als ungültig erklärten Skiweltmeisterschaften in Cortina d’Ampezzo und belegte dabei im Skisprungwettbewerb von der Trampolino Italia als bester eidgenössischer Vertreter mit Sprüngen über 56,0 und 65,0 Meter den 16. Rang.

### Künstlerische Laufbahn
Demarmels verbrachte seine Kindheit überwiegend in Davos, nachdem sein Vater dort eine Arbeitsstelle als Lehrer angetreten hatte. Er verliess den Ort für eine vierjährige Lehre zum Dekorationsmaler in Zofingen.
In dieser Zeit fing Demarmels unter Anleitung des damaligen Davoser Kurdirektors und Künstlers Walter Kern an zu malen. 1938 stellte er zusammen mit seinem Freund und Holzschnitzer Walter Trauffer erstmals seine Werke aus. Von 1941 bis 1944 besuchte Demarmels die private Kunstakademie Henry Wabel in Zürich.
1947 kaufte Demarmels ein eigenes Malergeschäft und zog 1951 mit seinem gesamten Malinventar und seinen Angestellten in seine spätere Wahlheimat Romanshorn, um hier ein angesehenes Dekorationsmalergeschäft aufzubauen. 1968 wurde Demarmels freischaffender Künstler.
Demarmels hinterliess ein umfangreiches und vielseitiges künstlerisches Erbe. Neben den traditionellen künstlerischen Techniken und den akademisch überlieferten Kompositionsverfahren erprobte er neue Techniken und moderne Materialien.

### Nach dem Tod
Demarmels zu Ehren wurde 2001 in seiner Heimatstadt Romanshorn eine Strasse nach ihm benannt. Am 3. November 2011 gründete eine zuvor eingerichtete Arbeitsgruppe den «Verein Ludwig Demarmels». Der Verein betreut das Haus Demarmels in der Amriswilerstrasse 44, in dem Atelier und Ausstellungsräume regelmässig für die Besucher geöffnet werden.

## Ausstellungen

### Einzelausstellungen
- 1938 Hotel Bristol, Davos
- 1962 Galerie Beno, Zürich
- 1972 Rütihof, Romanshorn
- 1973 Piz Mitgel, Savognin
- 1973 Galerie Sternacker, St. Gallen
- 1973 Galerie Burkartshof, Neukirch/Egnach
- 1975 Kunsthäusle, Singen/Deutschland
- 1976 Galerie Guarda Val, Sporz/Lenzerheide
- 1976 Galerie Seminar Kreuzlingen
- 1977 Galerie Arben Art, Zürich
- 1977 Galerie Burkartshof, Neukirch/Egnach
- 1978 Galerie Sala Segantini, Savognin
- 1980 Galerie Burkartshof, Neukirch/Egnach
- 1980 Instituction Cultural Argentino Germania, Buenos Aires
- 1981 Galerie Cercle du Lundi, Chur
- 1981 Galerie Paul Lüdin, Basel
- 1983 Galerie Casa Lai, Lenzerheide
- 1983 Galerie Schloss Watt, Mörschwil/St. Gallen
- 1984 Galerie ASOKA, Klosters
- 1985 Zyt-Galerie, Sempach
- 1986 Haffter-Keller, Weinfelden
- 1987 Galerie Burkartshof, Neukirch/Egnach
- 1988 Galleria Poltera, Lugano-Cassarate
- 1988 Galerie Promenade, Davos
- 1988 Kunst im alten Schützenhaus, Zofingen
- 1990 Galerie Noelle Zumofen, Uster
- 1990 Bodensee-Galerie, Altenrhein
- 1991 Gallaria Sursilvana, Ilanz
- 1991 Galerie Roseg, Pontresina
- 1992 Haffter-Keller, Weinfelden (Gedenkausstellung)
- 1992 Galerie 63, Klosters (Gedenkausstellung)